# Tetilla hydrocotylifolia
Tetilla hydrocotylifolia är en tvåhjärtbladig växtart som beskrevs av Dc.. Tetilla hydrocotylifolia ingår i släktet Tetilla och familjen Francoaceae. Inga underarter finns listade i Catalogue of Life.